# Patriarcado de Antioquía de los sirios católicos
El patriarcado de Antioquía de los sirios católicos o patriarcado sirio-católico de Antioquía (en latín: Patriarchatus Antiochenus Syrorum; en árabe: بطريركية السريان الكاثوليك الأنطاكية‎, romanizado: Bitriarkiat alsuryan alkathulik al'Antakia) es la sede patriarcal de la Iglesia católica siria, una Iglesia sui iuris oriental integrante de la Iglesia católica, que sigue la tradición litúrgica antioquena (o siria occidental) usando como lengua litúrgica el siríaco occidental y el árabe como lengua auxiliar. Es presidido por el patriarca de Antioquía y todo el Oriente de los sirios católicos, cuya eparquía propia es la eparquía de Beirut de los sirios. Desde el 22 de enero de 2009 el patriarca es Ignacio José III Younan.

## Territorio
El territorio propio del patriarcado de Antioquía de los sirios comprende los territorios de Líbano, Siria, Egipto, Jordania, Israel, Territorios Palestinos, Sudán, Sudán del Sur, Irak, Turquía. La Iglesia católica siria tiene provincias eclesiásticas dentro del territorio propio del patriarcado, pero todas las archieparquías y eparquías están inmediatamente sujetas al patriarca. La Iglesia católica siria tiene además una eparquía y dos exarcados apostólicos que no están bajo la jurisdicción del patriarca, junto con parroquias y comunidades dispersas en diversos países bajo la jurisdicción de obispos locales de rito latino. El patriarca sirio-católico es miembro del Consejo de Patriarcas Católicos de Oriente.

## Patriarcas

### Patriarcas orientales católicos
En una Iglesia católica oriental un patriarca es un obispo que preside una Iglesia patriarcal autónoma sui iuris como padre y cabeza. El Concilio de Nicea en el año 325 reconoció a algunas sedes del Oriente preeminencia metropolitana sobre los obispados cercanos. A las Iglesias de Alejandría y de Antioquía el concilio les reconoció preeminencia sobre todos los metropolitanos de Egipto, Libia y Pentápolis (para Alejandría) y de la diócesis de Oriente (para Antioquía). Estableció además una precedencia de honor entre ambas sedes, teniendo el primer lugar en el Oriente la sede de Alejandría hasta que en 381 el Concilio de Constantinopla I creó el patriarcado de Constantinopla. En los siglos siguientes estos obispos fueron reconocidos con el nombre de patriarcas. Los patriarcados orientales se separaron de la comunión con la Sede de Roma o quedaron impedidos de comunicación con ella conformando Iglesias autocéfalas, en las cuales diversos procesos históricos derivaron en la conformación de las Iglesias orientales católicas. 
De acuerdo Código de los cánones de las Iglesias orientales un patriarca es un obispo que goza de poder sobre todos los obispos, incluyendo metropolitanos y otros fieles de la Iglesia que él preside, de acuerdo a las normas y leyes aprobadas por la suprema autoridad de la Iglesia (el papa). La erección, restauración, modificación y supresión de Iglesias patriarcales está reservada al papa, quien se reserva el derecho de reconocer o conceder el título de patriarca y de dar el asentimiento al traslado de la sede patriarcal. Los patriarcas presiden el rito de su Iglesia particular en cualquier parte del mundo, pero su autoridad sobre el clero está limita al territorio propio de su Iglesia patriarcal.
Los patriarcas son canónicamente elegidos por el sínodo de obispos de una Iglesia patriarcal y deben requerir la comunión eclesial del papa, sin la cual no pueden convocar al sínodo ni ordenar obispos.

### Patriarcado de Antioquía
Se atribuye a los apóstoles Pablo de Tarso y Simón Pedro la fundación de la Iglesia de Antioquía en el período apostólico a mediados del siglo I, de la cual se cree que Pedro fue su primer obispo en el año 36. El Concilio de Nicea I en 325 estableció el sistema de metropolitanatos o provincias eclesiásticas y reconoció la primacía de honor a las sedes de Roma, Alejandría y Antioquía, quedando establecido el metropolitanato de Antioquía en la provincia romana de Siria. En 361 a raíz de las controversias arrianas se produjo el cisma meletiano que dividió la Iglesia antioquena en 4 partidos hasta 417. El Concilio de Constantinopla II en 381 otorgó poderes de inspección sobre varios metropolitanatos al metropolitano de Antioquía, que pasó a tener primacía sobre las Iglesias de la diócesis de Oriente (provincias romanas de: Isauria, Cilicia, Chipre, Eufratensis, Mesopotamia, Osroena, Siria, Fenicia, Palestina I, Palestina II y Arabia Pétrea). En 416 el papa Inocencio I otorgó a la Iglesia de Chipre autonomía respecto al patriarcado de Antioquía, que el Concilio de Éfeso en 431 transformó en independencia. En 424 la Iglesia asiria del Oriente en el Imperio sasánida se desvinculó de Antioquía. En 467 la Iglesia de Iberia en Georgia pasó a ser autónoma dentro del patriarcado de Antioquía, independizándose en 1012.

### Patriarcado de Antioquía de los sirios
La Iglesia siria fue campo de batalla de las disputas cristológicas. El Concilio de Calcedonia de (451) condenó el monofisismo y proclamó como doctrina oficial de la Iglesia la presencia de dos naturalezas, divina y humana, en la persona de Cristo. La mayoría de la población de Siria se negó a aceptar esa decisión conciliar. Durante ese concilio se oficializó el título de patriarca de Antioquía y fue creado el patriarcado de Jerusalén separando de Antioquía las provincias romanas de Palestina y Arabia Pétrea. La sociedad cristiana del Oriente Próximo se vio profundamente dividida y los que aceptaron el concilio, eran principalmente grecoparlantes de las ciudades y fueron llamados melquitas (imperiales en siríaco) por los anticalcedonianos. Estos últimos eran predominantemente de habla siríaca, copta y armenia y dieron origen a las Iglesias monofisitas. Sin embargo la separación no fue inmediata y en Antioquía se sucedieron patriarcas calcedonianos y anticalcedonianos. El primero de estos fue Severo de Antioquía, enviado a ese sede en 518 por el emperador monofisita Anastasio I. Severo fue depuesto en 518 y exiliado a Egipto, pero continuó siendo reconocido por los monofisitas como patriarca hasta su muerte en 538.
El cisma se consumó cuando el monofisita Jacobo Baradai (consagrado obispo en secreto en 543 por el encarcelado patriarca Teodosio de Alejandría) consagró en 544 a Sergio de Tella, el patriarca que dio origen a la Iglesia ortodoxa siria, haciendo así definitivo el cisma con el patriarca rival griego calcedoniano. Sin embargo, no toda Siria se comprometió con la nueva iglesia (conocida como jacobita) y muchos aceptaron las decisiones del Concilio de Calcedonia, siendo denominados melquitas. A partir de 633 se produjo la conquista musulmana de Siria, durante la cual los jacobitas recibieron trato preferencial por los conquistadores.
Durante las Cruzadas hubo muchos ejemplos de buenas relaciones entre obispos católicos y sirios ortodoxos. Algunos de esos obispos eran favorables a una unión con la sede de Roma, pero no se llegó a ningún resultado concreto. En 1237 el patriarca viajó a Jerusalén -ciudad que estaba en manos de los cruzados- con obispos y monjes y prometió obediencia al papa, pero el temor a una invasión mongola detuvo el intento. Poco después el patriarca Ignacio III en 1247 volvió a admitir la primacía papal, pero no se llegó a nada.
Durante el Concilio de Florencia el patriarca sirio ortodoxo Ignacio V envió al arzobispo de Edesa como su representante, quien el 30 de noviembre de 1444 hizo una declaración de fe de acuerdo a los dogmas católicos y firmó el decreto de unión Multa et admirabilia, pero no surtió efecto debido a que fue rápidamente anulado por sus oponentes en la jerarquía siria ortodoxa. En 1555 el patriarca Jacobo IV envió un sacerdote a Roma a conseguir algunos libros impresos en siríaco, pero el enviado hizo una profesión de fe católica en nombre de su pueblo que fue repudiada por el patriarca. En 1560 el patriarca Nehemetallah envió a Roma al obispo Juan Qacha para firmar la unión de ambas Iglesias, pero luego el patriarca entró en conflicto con las autoridades turcas y se refugió en Roma, en donde murió como católico.
A Sergio de Tella le sucedieron 69 patriarcas que residieron sucesivamente en los monasterios de Qartmin y de Qenneshrin, luego en Melitene, el monasterio de Mar Barsauma, Antioquía y el monasterio de Dar ez-Za'faran en Mardin. Paralelamente existió desde 1364 a 1816 otro patriarcado sirio monofisita en Tur Abdin.

### Primer patriarcado de Antioquía de los sirios católicos
Misioneros jesuitas y capuchinos comenzaron a trabajar entre los fieles sirios ortodoxos en Alepo en 1626. Algunos de ellos fueron recibidos en comunión con Roma formándose una comunidad católica, mientras que algunos jóvenes fueron enviados a estudiar a esa ciudad a pedido del papa. Entre ellos estaba Andrés Akijan (Akhidjan), quien fue alumno del Colegio Maronita de Roma, y en 1652 de regreso en Siria fue ordenado sacerdote por el patriarca católico maronita, quien el 29 de junio de 1656 lo consagró obispo de Alepo de los jacobitas católicos. Fue el primer obispo católico sirio con jurisdicción efectiva, pues previamente solo hubo conversiones aisladas y personales de obispos jacobitas. La oposición de los ortodoxos sirios lo obligó a escapar al Líbano el 15 de mayo de 1657, pudiendo retornar a Alepo el 12 de marzo de 1658. El 28 de enero de 1659 el papa lo confirmó como obispo de Alepo y reconoció el rito sirio jacobita mediante la bula Inter gravissimas.
En 1662, cuando el patriarcado ortodoxo sirio quedó vacante, el partido procatólico, liderado por diplomáticos franceses, logró que el sínodo patriarcal lo eligiera como patriarca de Antioquía el 19 de abril de 1662, pero tres obispos opuestos designaron a Ignacio Abdul Masih I produciéndose una división en la Iglesia jacobita. El 3 de agosto de 1662 el sultán otomano confirmó a Akijan como patriarca, por lo que fue entronizado el 20 de agosto de ese año. La Congregación para la Propagación de la Fe desaprobó en septiembre de 1662 la elección de Akijan por las autoridades turcas, hasta que el papa lo confirmó el 23 de abril de 1663. Abdul Masih reclamó el patriarcado y en 1663 ocupó la catedral siria de Alepo, que fue recuperada por los católicos en enero de 1664. El 10 de abril de 1664 el sultán confirmó a Akijan como cabeza civil de todos los sirios cristianos (millet), que conservó hasta su muerte el 18 de julio de 1677. En 1665 envió una profesión de fe al papa.
Después de la muerte de Akijan, Abdul Masih se profesó católico y fue elegido patriarca por el sínodo, obteniendo la confirmación del sultán. Tras lo cual retornó a su oposición al partido católico, por lo que esta facción eligió a su sobrino el arzobispo de Jerusalén Gregorio Pedro Shahbaddin como patriarca. Obtuvo la confirmación del sultán por medio del cónsul francés y fue entronizado el 2 de abril de 1678, y confirmado por el papa el 12 de junio de 1679. En los años siguientes hubo un choque entre ambas facciones que generó que Shahbaddin fuera depuesto varias veces y luego reinstalado, antes de que las autoridades otomanas tomaran partido por la facción ortodoxa y los católicos sirios fueran perseguidos. Shahbaddin y el arzobispo de Jerusalén viajaron a Roma en 1696, en donde permanecieron hasta que un tratado entre los Imperios otomano y austríaco permitió su regreso a Alepo y su reinstalación por quinta vez como patriarca el 1 de marzo de 1701.
Pocos meses después, el 27 de agosto de 1701, Shahbaddin, el arzobispo de Alepo (consagrado el 4 de abril de 1678), 10 sacerdotes y algunos monjes, fueron arrestados y luego transferidos al castillo de Adana en donde murió el mismo día de su llegada (18 de noviembre) el arzobispo Amin Kahn Risqallah. Shahbaddin murió envenenado el 4 de marzo de 1702 y los clérigos fueron liberados a principios de 1704. Durante su cautiverio ellos eligieron patriarca el 23 de noviembre de 1703 al arzobispo de Nínive, el mafrián (segundo en la jerarquía) Isaac Basilio Joubeir, quien se hallaba refugiado en el consulado francés en Estambul. Fue confirmado por el papa el 17 de noviembre de 1704, pero no aceptó el título en espera de mejores tiempos. En 1706 se trasladó a Roma, en donde falleció el 18 de mayo de 1721. La línea de patriarcas siro católicos quedó interrumpida por ocho décadas.

### Restablecimiento del patriarcado de Antioquía de los sirios católicos

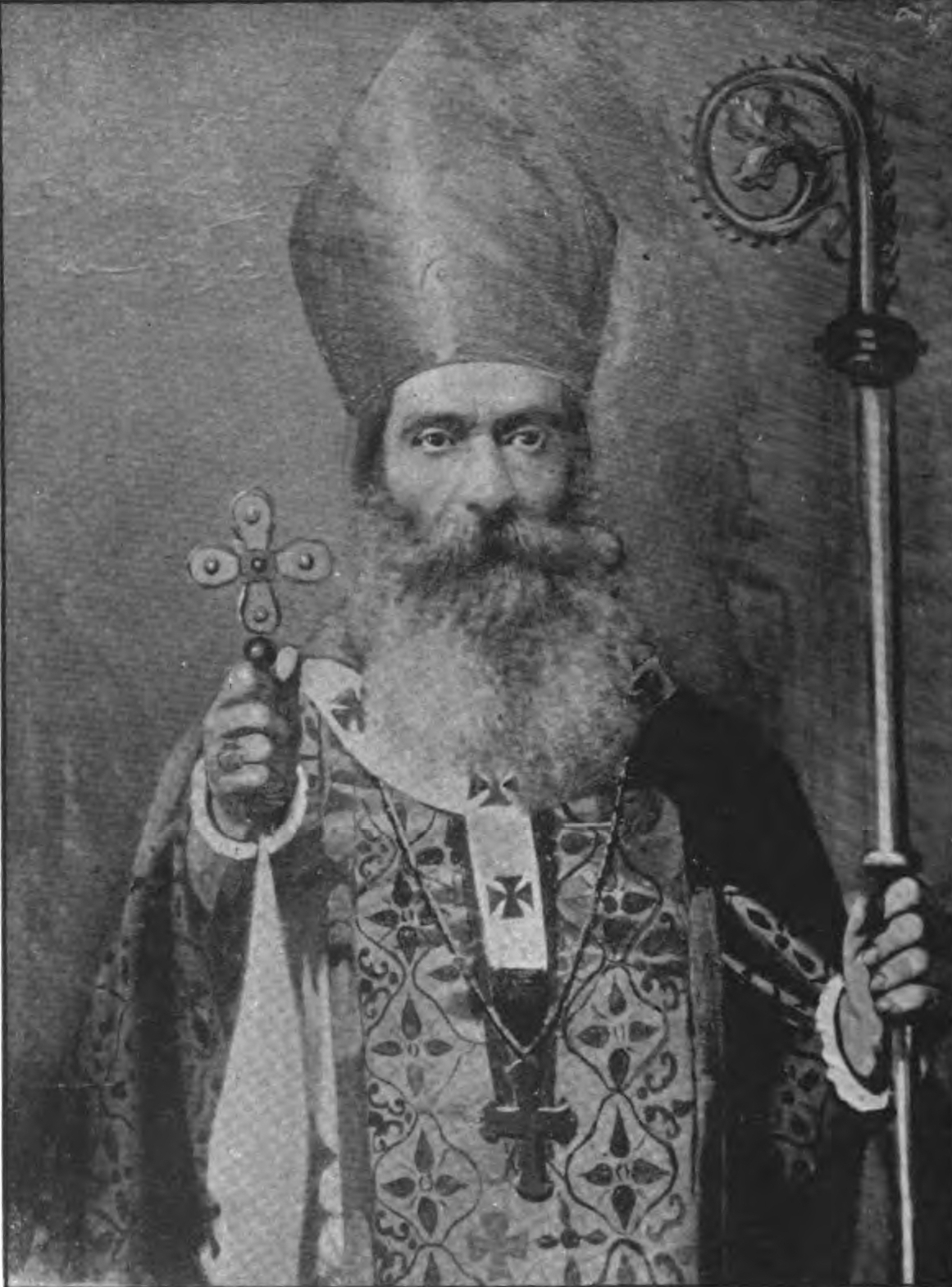
Patriarca Ignacio Miguel III Jarweh.

Durante el tiempo de vacancia del patriarcado el gobierno del Imperio otomano apoyó a los ortodoxos sirios en contra de los católicos sirios y estos sufrieron persecuciones a lo largo del siglo XVIII. Hubo largos períodos sin obispos católicos sirios en funciones y la comunidad fue forzada a la clandestinidad. Los obispos católicos sirios fueron depuestos, retornaron a la ortodoxia, o se refugiaron en el Líbano en donde era efectiva la protección maronita, del emir druzo y de los diplomáticos franceses.
En 1757 el sacerdote sirio ortodoxo Miguel Jarweh peregrinó a Jerusalén y quedó muy influenciado por el catolicismo. A su regreso viajó a Mardin e intentó sin éxito convencer al patriarca de aceptar la unión con la Iglesia de Roma, a pesar de lo cual el patriarca lo ordenó obispo de Alepo el 23 de febrero de 1766 luego de ser elegido por la congregación de esa ciudad. En 1769 un nuevo patriarca anticatólico lo confinó en el monasterio de Azafrán e hizo apresar a varios partidarios del papa, que fueron liberados por los otomanos luego de pagar un rescate. Esos partidarios enviaron una carta al papa mientras Jarweh lograba escapar de su confinamiento y el 8 de diciembre de 1774 se reunió con ellos en Alepo. Ocho días después hizo una profesión de fe católica ante el arzobispo melquita, seguido por la mayoría de los clérigos y fieles de Alepo. El 23 de junio de 1775 el papa Pío VI lo reconoció como obispo de Alepo. El patriarca llegó a Alepo el 22 de mayo de 1775 y se apoderó de la catedral, luego obtuvo un edicto del sultán para proscribir a Jarweh y sus seguidores. Lo excomulgó y fue perseguido y huyó a Latakia, Chipre y luego a Egipto, regresando después a Alepo en 1778 en donde logró atraer a muchos al partido católico.
En 1781 el patriarca Jorge IV murió, Jarweh viajó a Mardin y logró la adhesión de dos obispos sin diócesis, y de los metropolitanos de Jerusalén y de Mardin, estos dos últimos bajo presión de gobernador de Mardin aliado de Jarweh. Estos obispos en sínodo lo eligieron como patriarca, quien aceptó después de que se leyó y aprobó una declaración de fe católica, con la oposición de los metropolitanos de Mosul y del monasterio de Dayr al-Zafaran (Azafrán). El 22 de enero de 1783 fue entronizado en el monasterio de Azafrán, tomando el nombre de Ignacio III. Su elección fue confirmada por el papa el 14 de septiembre de 1783, recibiendo el palio el 15 de diciembre de ese año.
El partido ortodoxo reaccionó con los dos obispos opuestos, que huyeron a Tur Abdin en donde el patriarca de esa ciudad reunió un sínodo y designó mafrián de la sede patriarcal a uno de ellos -el obispo de Mosul Cirilo Matta-, quien consagró obispos a 4 monjes que lo eligieron patriarca el 6 de febrero de 1782. Matta envió a Estambul a su hermano y logró ser confirmado por el gobierno otomano, se dirigió a Mardin y Jarweh fue apresado y enviado a Mosul y luego a Bagdad, desde donde huyó y se refugió en las montañas del Líbano. Allí construyó el monasterio de Nuestra Señora de la Liberación de Charfé (Monastère de Charfet) en 1786, a donde fue movida oficialmente por el papa la sede patriarcal desde Mardin el 22 de mayo de 1787. Después de la muerte de Miguel de Alepo en 1800 un nuevo patriarca fue elegido en 1802, Ignacio Miguel IV Daher. Desde entonces se ha mantenido la sucesión patriarcal y el patriarcado quedó definitivamente dividido entre uno católico y otro ortodoxo.: 222 
En 1829 el gobierno turco dio reconocimiento legal a la Iglesia católica siria, aprobando la separación civil y religiosa de las dos Iglesias sirias. En 1831 el patriarca Pedro Jarweh trasladó su residencia a Alepo, reasumiendo la actividad misionera católica. En 1843 el patriarca siro-católico fue reconocido por el sultán como el jefe civil de su comunidad. Debido a que la comunidad cristiana en Alepo fue severamente perseguida por un levantamiento popular de los musulmanes, el patriarcado fue movido a Mardin (ahora en el sudeste de Turquía) en 1850.
En el consistorio del 16 de diciembre de 1935 el papa Pío XI creó cardenal al patriarca Ignacio José III Younan, primero de la Iglesia católica siria.

## Lista de patriarcas de Antioquía de los sirios católicos

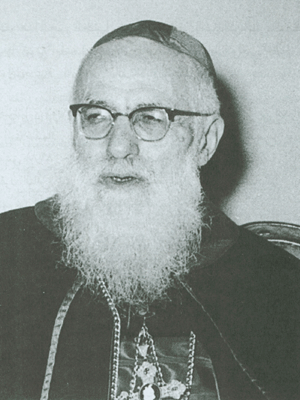
Cardenal patriarca Ignacio Gabriel I Tappouni.

La jerarquía católica siria está encabezada por el patriarca de Antioquía de los sirios (patriarcha antiochenus syrorum), que adoptó también el nombre tradicional de patriarca de Antioquía y todo el Oriente. Luego de residir en diversos monasterios la sede patriarcal estuvo desde 1293 en el monasterio de San Ananías (o de Azafrán) en Mardin (hoy Turquía). Durante el primer intento de establecer el patriarcado católico entre el 20 de agosto de 1662 y el 4 de marzo de 1703 la sede patriarcal estuvo en Alepo, y continuó luego en Mardin durante la restauración ortodoxa. Al restablecerse el patriarcado católico el 22 de enero de 1783 en Mardin, el patriarca debió huir al Líbano y construyó el monasterio de Charfé, a donde el papa trasladó la sede patriarcal el 22 de mayo de 1787. De 1802 a 1812 se situó de nuevo en Alepo, de 1812 a 1828 en Mardin, de 1828 a 1852 en Alepo, de 1852 a 1874 en Mardin, de 1874 a 1893 en Alepo, en Mosul de 1893 a 1898, y desde entonces en Beirut con residencia veraniega en el  monasterio patriarcal de Charfé en Harissa. El patriarca siempre toma el nombre Ignacio añadido a otro nombre. 
El cuanto al antiguo orden de precedencia de honor de los patriarcas de las Iglesias del Oriente decretado por el Concilio de Nicea I (325), el patriarca de Antioquía ocupaba el segundo lugar, pasando luego al tercero al agregarse el patriarca de Constantinopla, pero al ya no existir éste en la Iglesia católica el patriarca de Antioquía comparte con los patriarcas melquita y maronita el segundo lugar de precedencia en virtud del canon CCEO 58, 59.2 del Código de Cánones de las Iglesias Orientales. De acuerdo a la autonomía que goza el patriarcado, el patriarca católico sirio es elegido por el sínodo patriarcal integrado por todos los obispos católicos sirios del mundo y debe luego requerir la comunión eclesiástica del papa, quien retiene total jurisdicción sobre la Iglesia. El patriarcado tiene un procurador en Roma para representar a la Iglesia católica siria ante la Santa Sede, teniendo sus oficinas en un anexo de la iglesia de Santa Maria della Concezione en Campo Marzio.
Lista de patriarcas de Antioquía de los sirios católicos:
- Ignacio Andrés I Akijan (19 de abril de 1662 electo, 20 de agosto de 1662 entronizado, 23 de abril de 1663 confirmado-24 de julio de 1677 fallecido)
- Ignacio Pedro VI Shahbaddin (25 de julio de 1677 electo, 11 de abril de 1678 entronizado, 12 de junio de 1680 confirmado-4 de marzo de 1703 fallecido)
  - Sede vacante (4 de marzo de 1703-22 de enero de 1783)
- Ignacio Miguel III Jarweh (27 de diciembre de 1782 electo, 22 de enero de 1783 entronizado, 15 de diciembre de 1783 confirmado-4 de septiembre de 1800 fallecido)
- Ignacio Miguel IV Daher (24 de abril de 1802 electo, 4 de mayo de 1802 entronizado, 20 de diciembre de 1803 confirmado-7 de septiembre de 1810 renunció)
  - Sede vacante (7 de septiembre de 1810-9 de enero de 1814)
- Ignacio Simón II Zora (1 de enero de 1814 electo, 9 de enero de 1814 entronizado, 8 de marzo de 1816 confirmado-20 de junio de 1818 renunció)
  - Sede vacante (20 de junio de 1818-28 de enero de 1828)
- Ignacio Pedro VII Jarweh (25 de febrero de 1820 electo, 3 de marzo de 1820 entronizado, 28 de enero de 1828 confirmado-16 de octubre de 1851 fallecido)
- Ignacio Antonio I Samheri (30 de noviembre de 1853 electo, 8 de diciembre de 1853, 7 de abril de 1854 confirmado-16 de junio de 1864 fallecido)
- Ignacio Felipe I Arkousse (21 de junio de 1866 electo, 24 de junio de 1866 entronizado, 6 de agosto de 1866 confirmado-7 de marzo de 1874 fallecido)
- Ignacio Jorge V Chelhot (7 de octubre de 1874 electo, 11 de octubre de 1874 entronizado, 21 de diciembre de 1874 confirmado-8 de diciembre de 1891 fallecido)
- Ignacio Behnam II Benni (12 de octubre de 1893 electo, 15 de octubre de 1893, 18 de mayo de 1894 confirmado-13 de septiembre de 1897 fallecido)
- Ignacio Dionisio Efrén II Rahmani (9 de octubre de 1898 electo, 16 de octubre de 1898 entronizado, 28 de noviembre de 1898 confirmado-7 de mayo de 1929 fallecido)
- Ignacio Gabriel I Tappouni (24 de junio de 1929 electo, 30 de junio de 1929 entronizado, 15 de julio de 1929 confirmado-29 de enero de 1968 fallecido)
- Ignacio Antonio II Hayek (10 de marzo de 1968 electo, 20 de marzo de 1968 confirmado-23 de julio de 1998 renunció)
- Ignacio Moisés I Daoud (13 de octubre de 1998 electo, 20 de octubre de 1998 confirmado, 25 de octubre de 1998 entronizado-8 de enero de 2001 renunció)
- Ignacio Pedro VIII Abdel-Ahad (16 de febrero de 2001 electo, 20 de febrero de 2001 confirmado, 25 de febrero de 2001 entronizado-2 de febrero de 2008 renunció)
- Ignacio José III Younan (20 de enero de 2009 electo, 22 de enero de 2009 confirmado, 15 de febrero de 2009 entronizado-en el cargo)

## Sínodo patriarcal
El sínodo patriarcal (Synodus Ecclesiae Syriae Catholicae) está compuesto por los obispos, incluso los auxiliares, y es encabezado y convocado por el patriarca, quien debe tomar todas las decisiones importantes de acuerdo con él. Se reúne habitualmente una vez al año. Como las demás Iglesias orientales católicas autónomas, el patriarca puede erigir, modificar y suprimir eparquías, y nombrar a sus obispos, de acuerdo con el sínodo patriarcal y luego de consultar a la Santa Sede. Dentro del territorio propio de la Iglesia, el patriarca puede crear exarcados, y nombrar a los exarcas, de acuerdo con el sínodo patriarcal. Los obispos son nombrados por el patriarca y el sínodo patriarcal de una lista aprobada por el papa, confeccionada previamente por el sínodo patriarcal. Fuera del territorio propio del patriarcado, el patriarca y el sínodo sirio tiene jurisdicción en materia litúrgica únicamente, correspondiendo al papa la creación de diócesis y el nombramiento de obispos.

## Curia patriarcal
En la sede patriarcal de Beirut se halla la curia del patriarcado siro católico, que comprende el sínodo permanente, los obispos de sedes titulares o eméritos asignados a la curia (hasta 3), el tribunal ordinario de la Iglesia patriarcal, el oficial de finanzas, el canciller patriarcal, la comisión litúrgica y otras comisiones. Los miembros de la curia son nombrados por el patriarca, excepto por el sínodo permanente presidido por el patriarca y con 4 obispos, uno elegido por el patriarca y 3 designados por quinquenio por el sínodo patriarcal. Se reúne normalmente 12 veces al año y acompaña al patriarca en decisiones menores.

## Eparquía propia del patriarca
La eparquía de Beirut de los sirios (Eparchia Berytensis Syrorum) es la eparquía propia del patriarca, en la cual ejerce los mismos derechos y obligaciones que los demás obispos diocesanos. No tiene el rango de sede metropolitana, pero el patriarca, sin embargo, ejerce los derechos y obligaciones de metropolitano sobre el territorio propio del patriarcado. Fue creada en 1817 por el patriarca Ignacio Simeón II Zora. En 1898 fue establecida provisoriamente como eparquía patriarcal tras el traslado del patriarca desde su sede de Mardin. En 1936 la Santa Sede la reconoció como eparquía patriarcal y desde entonces tiene al frente un vicario patriarcal. En 1991 su territorio fue convertido en exarcado patriarcal del Líbano, lo que fue revertido en 1997. Su catedral es la iglesia de Nuestra Señora de la Anunciación en Beirut (construida en 1932) y su jurisdicción comprende todo el Líbano. La parroquia de San José se halla en Trípoli y el 7 de octubre de 2017 fue consagrada la nueva iglesia Notre Dame de Fatima en Joünié. De acuerdo al Anuario Pontificio 2017 tiene 32 000 fieles y 6 parroquias.

## Dependencias del patriarca
Debido a que no ha sido establecida ninguna jurisdicción eclesiástica siro católica en Sudán y Sudán del Sur, al formar parte estos países del territorio propio de la Iglesia católica siria el patriarca tiene directa jurisdicción sobre ellos. Desde 1997 ha sido designado territorio de Sudán dependiente del patriarcado de Antioquía de los sirios, y pasó a ser en 2013 territorio de Sudán y Sudán del Sur dependiente del patriarcado de Antioquía de los sirios. Desde 1999 el eparca de El Cairo es su vicario patriarcal (protosincelo) por delegación del patriarca, aunque los fieles están bajo el cuidado de la parroquia greco melquita de Jartum. De acuerdo al Anuario Pontificio 2017 sus fieles se han reducido a solo 50 y no poseen una parroquia.

## Exarcados patriarcales
- Exarcado patriarcal de Basora y el Golfo fue erigido por el patriarcado en 1982 para cubrir el sur de Irak y Kuwait, con el nombre de exarcado patriarcal de Basora y Kuwait. Desde el 6 de marzo de 2003 el vicario apostólico latino del Norte de Arabia tiene jurisdicción exclusiva sobre todos los ritos en Kuwait y otros países del golfo Pérsico, razón por la cual el nombre fue cambiado y su jurisdicción reducida al sur de Irak. De acuerdo al Anuario Pontificio 2017 posee 350 fieles y su única parroquia es la iglesia del Sagrado Corazón en Basora.

- Exarcado patriarcal de Jerusalén y Amán (Hierosolymitanus). Hubo un archieparca siro católico en Jerusalén desde la conversión de Gregorio Pedro Shahbaddin en 1677 hasta 1837, cuando quedó vacante. Desde 1893 quedó bajo la administración patriarcal directa como un exarcado patriarcal, que cubre Israel, los Territorios Palestinos y Jordania. Su sede es la iglesia de Santo Tomé en Jerusalén Oriental. Previamente la sede fue transferida de Jerusalén a Belén en 1948, y retornó a Jerusalén en 1965. De acuerdo al Anuario Pontificio 2017 posee 4500 fieles y 3 parroquias situadas en: Jerusalén (Santo Tomé, para Israel), Belén (San José, para Palestina), y Amán (Inmaculada Concepción, para Jordania).

- Exarcado patriarcal de Turquía fue erigido por el patriarcado en 1921 y cubre Turquía. Su sede fue trasladada desde Mardin a Estambul en 1974,[16] y de acuerdo al Anuario Pontificio 2017 posee 2055 fieles y 2 parroquias: iglesia y convento del Sagrado Corazón en Estambul y la iglesia de la Virgen María en Mardin. También posee una iglesia en Alejandreta.[17] En 1932 recibió la parte turca de la eparquía de Jazira de los sirios. El exarcado fue erigido en 1921 a causa de que por la persecución de los cristianos en el Imperio otomano fue suprimida la archieparquía de Edesa de Osroena de los sirios y la eparquía de Mardin de los sirios (Eparchia Mardinensis Syrorum) y su sede unida la eparquía de Amida de los sirios (Eparchia Amidensis Syrorum). Ambas eparquías en el sur de Turquía actual habían sido unidas por decreto de la Propaganda Fide de 1 de mayo de 1888. La eparquía de Mardin fue restablecida como católica el 14 de septiembre de 1783 (previamente hubo obispos católicos) y como eparquía patriarcal, hasta que la sede fue trasladada a Charfé y luego osciló entre Alepo y Mardin. La eparquía de Amida, con sede en Diyarbakır había sido creada el 28 de septiembre de 1862. La archieparquía de Edesa de Osroena (actual Sanliurfa) pasó a la Iglesia católica en 1683 y a mediados del siglo XIX pasó a ser sede metropolitana. En 1863 fue unida a la eparquía de Karput a causa de la conversión del obispo ortodoxo de esa ciudad. Edesa de Osroena en 1944, Amida en 1962, y Mardin en 1973, fueron reclasificadas como sedes titulares sirias.